# Кузнецов, Вавила Алексеевич
Вавила Алексеевич Кузнецов (1829—?) — русский военный деятель, генерал-лейтенант.

## Биография
В службу вступил в 1844 году, получив домашнее образование. Участник Кавказской войны. Принимал участие в Даргинском походе 1845 года. Был ранен. В 1851 году произведён в прапорщики. С 1853 года участвовал в Крымской войне. В 1854 году произведён в подпоручики, в 1855 — в поручики, в 1859 — в штабс-капитаны.
С 1860 года состоял для особых поручений при главнокомандующем Кавказской армии. С 1862 года состоял для особых поручений при Кавказском наместнике Его Императорском Высочестве Великом князе Михаиле Николаевиче. В 1864 году переименован в штабс-капитаны гвардии с назначением адъютантом при генерал-фельдмаршале князе А. И. Барятинском. С 1866 году произведён в капитаны гвардии. В 1869 году произведён в полковники гвардии.
В 1879 году назначен Флигель-адъютантом Его Императорского Величества. В 1880 году произведён в генерал-майоры с назначением состоять при Министерстве внутренних дел Российской империи. С 1882 года назначен состоять при Министерстве императорского двора Российской империи.
С 1886 года назначен начальником Московского дворцового управления. В 1894 году произведён в генерал-лейтенанты.

## Награды
Награды
- Орден Святого Станислава 3-й степени (1857)
- Орден Святой Анны 3-й степени с мечами и бантом (1860)
- Орден Святого Владимира 4-й степени (1861)
- Орден Святого Станислава 2-й степени (1870)
- Орден Святой Анны 2-й степени (1873)
- Орден Святого Владимира 3-й степени (1876)
- Орден Святого Станислава 1-й степени (1884)
- Орден Святой Анны 1-й степени (1887)
- Орден Святого Владимира 2-й степени (1890)
- Орден Белого орла (1896)
- Орден Святого Александра Невского (1902)